# Love's Enduring Promise
Love's Enduring Promise (en español "El amor es una promesa") es la secuela de la serie de películas de televisión "Love Comes Softly" en el canal Hallmark, que incluyen "Love Comes Softly" (2003), "Love's Long Journey" (2005), "Love's Abiding Joy" (2006), "Love's Unending Legacy" (2007), "Love's Unfolding Dream", "Love Takes Wing" (2009), y "Love Finds a Home" producida por Hallmark por Larry Levinson Productions (2009). También es la secuela de las películas del 2011 "Love Begins" y "Love's Everlasting Courage".